# Милан Пр. Мазнић
Милан Пр. Мазнић (Лесковац, 16. јул 1881 - 1. јул 1927) био је српски лекар. Он је пети Лесковчанин који се после студија медицине вратио у родни крај како би му служио.

## Биографија
Рођен је у релативно имућној породици од оца Проке, трговца, умрлог 1904. године, и мајке Агније, домаћице, умрле 1897. године. Основну школу и гимназију завршио је у Лесковцу, а студије медицине у Бечу, где је и промовисан за доктора медицине 1906. године. Годину дана провео је као ординаријус Окружне болнице у Нишу, те је положио државни испит у Београду и добио право обављања лекарске праксе у Краљевини Србији. Одслужио је шестомесечни војни рок и положио испит за резервног санитетског поручника. Накратко је отишао на Интерну клинику доктора Фингера у Бечу, а већ следеће године је постао општински лекар у Лесковцу. Годину дана је службовао као ординаријус Среске болнице у Лесковцу. Оженио се Полексијом Грнчаревић 1910. године и до почетка рата је добио ћерке Олгу и Ружицу. Прво указно звање лекара среза јабланичког добио је 1912. године. 
У Првом балканском рату учествовао је као трупни лекар III пешадијског пука другог позива и за своју службу је одликован Орденом Светога Саве и Крстом милосрђа. У Другом балканском рату је одликован Златном медаљом за ревносну службу. У Први светски рат ушао је као трупни лекар артиљеријског дивизиона другог позива. Прележао је трбушни тифус, учествовао у Албанској голготи и после опоравка на Крфу пребачен је са својом јединицом на Солунски фронт 1916. године. Бугари су му за то време опљачкали кућу. По завршетку рата постављен је за управника војне болнице у Лесковцу, а 1. јуна 1920. године постао је лекар среза лесковачког. Због неуредног живота пензионисан је 23. јануара 1923. године. Пензија му је била мала, те је молио да обавља приватну праксу, а онда и да добије неку дужност, те је у недостатку кадра, постао управник Среске болнице у Лесковцу 1925. године. Наредне године је поново пензионисан, а преминуо је годину дана касније од туберкулозе.